# Rhynchomicropteron brevipes
Rhynchomicropteron brevipes är en tvåvingeart som beskrevs av Papp 1982. Rhynchomicropteron brevipes ingår i släktet Rhynchomicropteron och familjen puckelflugor. Inga underarter finns listade i Catalogue of Life.